# Nazarín
 Nazarin è un film del 1958 diretto da Luis Buñuel, basato su un racconto realista di Benito Pérez Galdós del 1895. Il film fu presentato in concorso al Festival di Cannes 1959, dove vinse il Prix international.

## Trama
Ambientato nel Messico nei primi del Novecento, durante la dittatura di Porfirio Díaz, il film segue le vicende di Nazario, prete cattolico di origine spagnola che vive deliberatamente in estrema povertà, mettendo in pratica i principi evangelici che, invece di portare alla salvezza, non sembrano aver alcun risultato positivo. Egli dimostra comprensione e compassione per chiunque incontra, come Beatrice, la sua vicina di casa, una donna afflitta da episodi psicotici e pensieri di suicidio, e che ha una relazione tormentata con un uomo di nome Pinto.
Una notte, la prostituta Andara arriva di corsa nell'abitazione di Nazario cercando rifugio dalle autorità; ha accoltellato un'altra prostituta, Camella, ed è rimasta pure ferita nella lotta. Padre Nazario trattiene il giudizio sulla sua colpevolezza o innocenza e accetta di aiutare Andara finché non verranno scoperti. Nazario cura le sue ferite al meglio che può e mentre recita una preghiera, Andara immagina di vedere un ritratto di Gesù che ride di lei.
Qualche giorno dopo Beatrice avverte Andara che qualcuno andrà a chiamare le autorità per farla arrestare e giustiziare. Offre alla prostituta di nascondersi nella sua camera, affermando di infischiarsene se verrà arrestata e impiccata pure lei per essere stata complice. La padrona dell'abitazione, la signora Chanda, li scopre e suggerisce ad Andara di andarsene e di ripulire la camera da qualsiasi traccia della sua presenza per non trascinare Nazario nei suoi guai. Quando rimane sola nell'appartamento, Andara appicca un incendio e scappa.
Senza più rifugio, Nazario viene sospeso dal ministero per quanto accaduto e non capace di pagare le investigazioni, quindi pianifica di trasferirsi in campagna dove sopravviverà chiedendo l'elemosina. Vende la tonaca da prete per procurarsi indumenti normali e offre di lavorare nella costruzione di una ferrovia in cambio di cibo. Alcuni dei lavoratori risentono la presenza di Nazario perché credono che dovranno condividere la paga del lavoro per il nuovo arrivato. Nazario si allontana senza ricevere nulla per i suoi sforzi e subito dopo si scatena un litigio tra i lavoratori che finisce in colpi di pistola.
Giunto in un villaggio, Nazario ritrova casualmente Beatrice. Nel villaggio Nazario incontra di nuovo Andara e conosce una bambina malata. Convinta che Nazario possa compiere miracoli, la madre della bambina supplica Nazario di curarla. Nazario esita suggerendo invece di chiamare un dottore, ma alla fine accetta di pregare insieme e rimane infastidito dai comportamenti superstiziosi dei presenti. Il giorno seguente la salute della bambina migliora e quindi Nazario viene considerato un taumaturgo. Andara e Beatrice si mettono a seguire Nazario nonostante egli voglia proseguire da solo per la penitenza.
Nazario poi si ferma per aiutare un colonnello, la sua donna e un prete che sono rimasti bloccati per via del loro cavallo con la zampa rotta. Quando un contadino passa senza riconoscere i suoi superiori, il colonnello lo rimprovera per la sua scortesia, nonostante le scuse. Il colonnello costringe il contadino a tornare indietro e passare di nuovo davanti a loro salutandoli. Nazario dà al colonnello del barbaro e del crudele per come ha trattato il contadino, definendolo un comportamento non cristiano. Quando Nazario si allontana, il colonnello fa per tirare fuori la pistola e sparargli, ma viene fermato dal prete, che si limita a definire Nazario un eretico esaltato che dovrebbe essere lasciato solo.
Beatrice e Andara continuano a seguire Nazario. Egli accetta con riluttanza di farsi accompagnare. I tre finiscono in un villaggio di appestati, dove Nazario offre aiuto. Fanno quello che possono, ma i loro servizi sono rifiutati da una donna morente, Lucia, la quale preferisce il supporto morale del marito più che quello di un sacerdote. Cacciato via, Nazario rimane profondamente ferito.
Giunti in un altro villaggio, Andara cattura l'attenzione di un nano di nome Hugo, che afferma di provare tanta stima per lei nonostante le dica quanto sia brutta e si insultino a vicenda. Nello stesso villaggio, Beatrice viene trovata da Pinto (giunto nel villaggio con l'intenzione di prendere possesso della valle), che le intima di lasciare Nazario e partire con lui. Beatrice vuole restare con Nazario, mentre Andara inizia ad essere gelosa accusandolo di preferire Beatrice a lei. Nazario tenta di dimostrare l'amore cristiano per entrambe.
La mattina seguente i tre vengono scoperti dalle autorità. Nazario e Andara vengono arrestati, mentre Beatrice supplica la scarcerazione. Pinto e la madre di Beatrice la visitano e la madre, ascoltando la devozione che Beatrice ha per il sacerdote, l'accusa di amare Nazario "come uomo", il che la manda in un'altra crisi. Intanto Nazario viene maltrattato dai compagni di cella. Alla fine egli si sfoga: «Per la prima volta in vita mia mi è difficile perdonare. Ma vi perdono perché è mio dovere di cristiano. Vi perdono... Però, quanto vi disprezzo! E quanto mi sento colpevole per non saper separare il disprezzo dal perdono!» A queste parole, un carcerato decide di difenderlo. Nazario lo ripaga con i pochi soldi che gli sono rimasti.
Il giorno successivo i prigionieri vengono portati via. Nazario è accusato di essere pazzo e di offendere la chiesa. Viene separato dal gruppo e scortato da un solo agente per essere "meno imbarazzante". Mentre è condotto via, Pinto e Beatrice gli passano vicino in carrozza senza riconoscerlo. Nella scena finale, Nazario e la guardia raggiungono una vecchia signora che vende frutta. La venditrice offre a Nazario un ananas. Nazario sembra sopraffatto dalla confusione e dal dubbio. In un primo momento rifiuta e si allontana, ma poi torna, accetta l'ananas e prosegue tenendo il frutto sotto il braccio, con lo sguardo completamente sconvolto.

## Critica
Georges Sadoul ha scritto che come «Don Chisciotte vedeva Dulcinea in una contadina, Nazarin vede dietro l'aspetto mostruoso di Andara e Ujo gli "uomini caduti", dietro il delirio erotico di Betriz l'eco dell'amore "divino". Ma a qualsiasi interpretazione "cristianeggiante" del film (...), Buñuel risponderà chiarendo il suo pensiero con Viridiana». Giorgio Cremonini nel suo libro dedicato al regista spagnolo ha così interpretato l'opera: «È chiaro che B. non crede al riformismo illuministico di La fièvre monte à El Pao, come non crede alla restaurazione evangelica di Nazarin». Alberto Cattini così analizza il personaggio: «Vittima autoelettasi alla testimonianza della passione della fede, alieno però da istanze predicatorie, padre Nazarin è un essere mite che si lascia scegliere, è con i piedi per terra e il resto del corpo in cielo. È inevitabile che l'icareo entri in conflitto con la prassi degli uomini».

## Curiosità
- La vicenda di Nazario ha chiari riferimenti sia alla passione di Cristo che al Don Chisciotte e sottolinea il dominio del caso sulla volontà umana - ad esempio quando Beatrice tenta il suicidio senza riuscirci. I personaggi del prete e del colonnello esplicitano la polemica anti-borghese che pervade il film parallelamente a quella anti-confessionale. La donna malata che rifiuta il supporto di Nazario preferendo il marito è un riferimento a Dialogo tra un prete e un moribondo del Marchese de Sade.
- Le sequenze finali sono accompagnate dal suono dei tamburi di Calanda, paese natale del regista.
- Il film presenta svariate profondità di campo, tecnica che ritornava in voga in quegli anni.

## Riconoscimenti
- Festival di Cannes 1959
  - Prix international